# Кедровка (Павлодарская область)
Кедровка (каз. Кедровка) — упразднённое село в Успенском районе Павлодарской области Казахстана. Исчезло в ? г.

## История
Село Кедровка основано в 1914 г. украинскими крестьянами в урочище Тугельбай Белоцерковской волости.